# Казімеж Зімний
Казімеж Францішек Зімний (пол. Kazimierz Franciszek Zimny; 4 червня 1935, Тчев — 30 червня 2022) — польський легкоатлет, заслужений майстер спорту Польщі (1962). олімпійський медаліст.
Призер чемпіонатів та кубка Європи. Семиразовий чемпіон (1956—1967) на дистанціях 1500, 5000 м та кросі на 6 і 8 км і чотириразовий рекордсмен Польщі.

## Життєпис

### Спортсмен
Завдяки своїй тренувальній дисципліні та неймовірній завзятості Зімний досить швидко увійшов до групи найкращих польських бігунів на довгі дистанції — «Вундертім» (Єжи Хромік, Здзіслав Кшишков'як, Алоізій Грай, Станіслав Ожуг і Маріан Йохман).
2 серпня 1958 року збірна США, повертаючись після програного матчу в Москві, зустрілася на
стадіоні Десятиріччя у Варшаві з командою Польщі. Цей матч не був запланований у світовому легкоатлетичному календарі. Команда США перемогла і чоловічим, і жіночим складами збірної. Зімний виграв свою дистанцію 5000 метрів.
Через тиждень в Познані Зімний в складі команди Польщі встановив національний рекорд в естафеті 4×1500 метрів. Це був другий результат після команди НДР, яка встановила рекорд світу — 15.11,4. Ще через два тижні він був другим на чемпіонаті Європи в Стокгольмі за Здзіславом Кшишков'яком.
Ще довгий час він був тінню Кшишков'яка і завжди програвав. Коли результати Кшишков'яка стали знижуватися, Зімний став першим номером у Польщі та одним з найкращих бігунів світу.
Кілька разів брав участь у Кросі Юманіте, і навесні 1963 року чудовий фінішер Зімний обійшов там чудового фінішера Болотнікова. Реванш відбувся за кілька тижнів 5 травня на пухкій доріжці кросу «Правди». 8000 метрів із кількома низькими бар'єрами Болотников пробіг за 23.14,4; Зімний — 23.14,8. Як говорив Болотніков, це був найважчий забіг у його житті. Цей «жахливий», як його назвали журналісти, біг підкосив подальшу спортивну кар'єру обом атлетам.
Потім Зімний співав. Але співав він востаннє.

І його зламав цей біг. Зопалу танцював Зімний. Ще не зрозумів, що всі мрії та плани, які він мав, залишилися на фініші Московського іподрому.

Але мені від цього було не легше. Наступного дня я не зміг навіть закінчити зарядку. Відчував, що задихаюсь.— Петро Болотніков
У вересні 1965 року на першому Кубку Європи з легкої атлетики, що проходив у Штутгарті, Зімний зайняв третє місце в бігу на 10 000 метрів з новим рекордом Польщі — 28.46,0.

### Після спорту
Працював учителем фізкультури, тренером, був спортивним і профспілковим активістом «Солідарності».

#### Тренер
З 1965 року займався також тренерською роботою. Був тренером спортивного клубу «Лехія» (Гданськ). У 1974—1975 і з 1979 — тренером ПЗЛА. Учні:
- Вольфганг Люерс[pl]
- Хенрік Гловчевський[pl]
- Яніна Хасе[pl].

## Результати

### Змагання
| Рік  | Змагання               | Місто            | Дата         | Дистанція | Результат          | Місце       | Відео                                    |
| ---- | ---------------------- | ---------------- | ------------ | --------- | ------------------ | ----------- | ---------------------------------------- |
| 1956 | Літні Олімпійські ігри | Мельбурн         | 26 листопада | 5000 м    | DNF                | — (забіг 1) |                                          |
| 1958 | Чемпіонат Європи       | Стокгольм        | 21 серпня    | 5000 м    | 14.08,0            | 3 (забіг 1) |                                          |
| 1958 | Чемпіонат Європи       | Стокгольм        | 23 серпня    | 5000 м    | 13.55,2            | II          |                                          |
| 1960 | Літні Олімпійські ігри | Рим              | 31 серпня    | 5000 м    | 14.07,75           | 3 (забіг 4) |                                          |
| 1960 | Літні Олімпійські ігри | Рим              | 2 вересня    | 5000 м    | 13.44,8 (13.45,09) | III         | Відео на YouTube                         |
| 1960 | Літні Олімпійські ігри | Рим              | 8 вересня    | 10 000 м  | DNF                | —           |                                          |
| 1962 | Чемпіонат Європи       | Белград          | 13 вересня   | 5000 м    | 14.15,8            | 4 (забіг 2) |                                          |
| 1962 | Чемпіонат Європи       | Белград          | 15 вересня   | 5000 м    | 14.01,8            | II          | 1 на YouTube, 2 на YouTube, 3 на YouTube |
| 1965 | Кубок Європи           | Рим (піафінал)   | 21—22 серпня | 10 000 м  | 29.21,6            | I           |                                          |
| 1965 | Кубок Європи           | Штутгарт (фінал) | 11 вересня   | 10 000 м  | 28.46,0 NR         | III         |                                          |
| 1966 | Чемпіонат Європи       | Будапешт         | 30 серпня    | 10 000 м  | 29.51,2            | 18          |                                          |

### Рекорди Польщі
| Дистанція             | Результат | Місто    | Дата      | Відео |
| --------------------- | --------- | -------- | --------- | ----- |
| 3000 метрів[уточнити] | 7.54,6    | Варшава  | 18.6.1961 |       |
| 5000 метрів           | 14.44,4   | Берлін   | 5.9.1959  |       |
| 10 000 метрів         | 28.46,0   | Штутгарт | 11.9.1965 |       |
| 4×1500 метрів         | 15.33,0   | Познань  | 9.8.1958  |       |

1. ↑  Склад команди: Ежи Брушковськи[pl] (3.53,6); Ежи Хромік[fr] (3.51,5); Казімеж Зімний (3.52,5); Маріан Йохман[pl] (3.55,4)

## Нагороди
- Орден Відродження Польщі IV та V ступеня
- Срібна Медаль за видатні спортивні досягнення[pl]

## Сім'я
- Батько — Владислав.
- Мати — Олена.

## Смерть
Помер олімпієць із Тчева Казімєж Зимний - Tv Tetka Tczew HD на YouTube(пол.)